# Diracekvationen
Diracekvationen är en relativistisk vågekvation för kvantmekaniska system som infördes 1928 av Paul Dirac. Efter Schrödingers vågekvation för icke-relativistiska kvantsystem gjordes flera försök att skapa en relativistisk motsvarighet. Värd att notera är till exempel Klein-Gordon-ekvationen, skapad av Oskar Klein och Walter Gordon. Denna ekvation är dock inte tillfredsställande, då den inte ger upphov till en positivt definit sannolikhetstäthet. 
Dirac ämnade att lösa detta och sökte en ekvation som var av första ordningen, och var positivt definit. Den resulterande ekvationen hade lösningar som såg ut som partiklar med negativ energi. Dirac tolkade detta som antipartiklar. Några år senare, då Carl D Anderson påvisade positronen, visade det sig att han hade rätt.
Diracekvationen var ursprungligen en ekvation för ett enpartikelsystems vågfunktion. Numera förekommer den i kvantfältteori som rörelseekvation för de fält som representerar spinn-1/2-fermioner, så kallade Diracfält.

## Matematisk formulering
Diracekvationen skrivs
{\displaystyle \left(i\gamma ^{\mu }{\partial  \over \partial x^{\mu }}-{mc \over \hbar }\right)\psi (x)=0}
där den första termen är en implicit summa enligt Einsteins summakonvention över rumtidsindex {\displaystyle \mu =0\dots 3} och 
{\displaystyle \gamma ^{\mu }} är en uppsättning 4 x 4-matriser som kallas Diracmatriserna eller gammamatriserna. Funktionen {\displaystyle \psi (x)} (där x är 4-positionen) kallas en spinor. Den är en kolumnvektor med fyra komponenter. Det skall dock påpekas att detta inte har något direkt att göra med rumtidens fyra dimensioner, då diracspinorerna inte transformeras som en 4-vektor under Lorentztransformationer. 
Gammamatriserna definierar en Cliffordalgebra, som ges av antikommutatorn 
{\displaystyle \{\gamma ^{\mu },\gamma ^{\nu }\}\equiv \gamma ^{\mu }\gamma ^{\nu }+\gamma ^{\nu }\gamma ^{\mu }=2g^{\mu \nu }I_{4}}
där {\displaystyle I_{4}} är 4 x 4-enhetsmatrisen och {\displaystyle g^{\mu \nu }} är den metriska tensorn. Matrisernas explicita form kan väljas fritt så länge de uppfyller ovanstående antikommutationsregel. Alla representationer av matriserna kan relateras genom unitära transformationer. En vanlig konvention är att välja Dirac-Pauli-representationen
{\displaystyle \gamma ^{k}={\begin{pmatrix}0&\sigma _{k}\\-\sigma _{k}&0\end{pmatrix}}} för {\displaystyle k=1,2,3} och {\displaystyle \gamma ^{0}={\begin{pmatrix}1&0&0&0\\0&1&0&0\\0&0&-1&0\\0&0&0&-1\end{pmatrix}}}.
I definitionen av {\displaystyle \gamma ^{k}} är {\displaystyle \sigma _{k}} själva 2 x 2-matriser, de så kallade Paulimatriserna, definierade av Wolfgang Pauli. En annan konvention som är mer praktisk i kvantfältteori när man studerar kirala fermioner (som i Standardmodellen inom partikelfysiken) är att välja
{\displaystyle \gamma ^{k}={\begin{pmatrix}0&\sigma _{k}\\-\sigma _{k}&0\end{pmatrix}}} för k=1,2,3 och {\displaystyle \gamma ^{0}={\begin{pmatrix}0&I_{2}\\I_{2}&0\end{pmatrix}}}.
Detta kallas den kirala representationen eller Weyls representation och används i många moderna kvantfältteoriböcker.
Diracekvationen motsvarar alltså fyra separata differentialekvationer och kan lösas exakt för fria fermioner genom en planvågsansats.